# Сент-Маргерит-сюр-Фовіль
Сент-Маргери́т-сюр-Фові́ль, Сент-Марґеріт-сюр-Фовіль (фр. Sainte-Marguerite-sur-Fauville) — колишній муніципалітет у Франції, у регіоні Нормандія, департамент Приморська Сена. Населення — 271 осіб (2011).
Муніципалітет був розташований на відстані близько 160 км на північний захід від Парижа, 45 км на північний захід від Руана.

## Історія
До 2015 року муніципалітет перебував у складі регіону Верхня Нормандія. Від 1 січня 2016 року належав до нового об'єднаного регіону Нормандія.
1 січня 2017 року Сент-Маргерит-сюр-Фовіль, Озувіль-Обербоск, Беннето, Бермонвіль, Фовіль-ан-Ко, Рикарвіль i Сен-П'єрр-Лаві було об'єднано в новий муніципалітет Терр-де-Ко.

## Демографія
Динаміка населення (INSEE ):
Розподіл населення за віком та статтю (2006):
| Стать | Всього | До 15 років | 15-24 | 25-44 | 45-64 | 65-85 | Понад 85 |
| --- | ------ | ----------- | ----- | ----- | ----- | ----- | -------- |
| Чоловіки | 104    | 16          | 8     | 20    | 40    | 20    | 0        |
| Жінки | 140    | 32          | 20    | 32    | 40    | 16    | 0        |
| \| Статево-вікова піраміда \| Статево-вікова піраміда \| Статево-вікова піраміда \| \| ----------------------- \| ----------------------- \| ----------------------- \| \| Чоловіки \| Вік \| Жінки \| \| 0 \| 85 + \| 0 \| \| 0 \| 80-84 \| 4 \| \| 8 \| 75-79 \| 4 \| \| 8 \| 70-74 \| 8 \| \| 4 \| 65-69 \| 0 \| \| 12 \| 60-64 \| 8 \| \| 4 \| 55-59 \| 8 \| \| 4 \| 50-54 \| 8 \| \| 20 \| 45-49 \| 16 \| \| 8 \| 40-44 \| 12 \| \| 0 \| 35-39 \| 4 \| \| 4 \| 30-34 \| 12 \| \| 8 \| 25-29 \| 4 \| \| 4 \| 20-24 \| 0 \| \| 4 \| 15-20 \| 20 \| \| 8 \| 10-14 \| 12 \| \| 4 \| 5-9 \| 8 \| \| 4 \| 0-4 \| 12 \| |        |             |       |       |       |       |          |
| Статево-вікова піраміда |        |             |       |       |       |       |          |
| Чоловіки | Вік    | Жінки       |       |       |       |       |          |
| 0 | 85 +   | 0           |       |       |       |       |          |
| 0 | 80-84  | 4           |       |       |       |       |          |
| 8 | 75-79  | 4           |       |       |       |       |          |
| 8 | 70-74  | 8           |       |       |       |       |          |
| 4 | 65-69  | 0           |       |       |       |       |          |
| 12 | 60-64  | 8           |       |       |       |       |          |
| 4 | 55-59  | 8           |       |       |       |       |          |
| 4 | 50-54  | 8           |       |       |       |       |          |
| 20 | 45-49  | 16          |       |       |       |       |          |
| 8 | 40-44  | 12          |       |       |       |       |          |
| 0 | 35-39  | 4           |       |       |       |       |          |
| 4 | 30-34  | 12          |       |       |       |       |          |
| 8 | 25-29  | 4           |       |       |       |       |          |
| 4 | 20-24  | 0           |       |       |       |       |          |
| 4 | 15-20  | 20          |       |       |       |       |          |
| 8 | 10-14  | 12          |       |       |       |       |          |
| 4 | 5-9    | 8           |       |       |       |       |          |
| 4 | 0-4    | 12          |       |       |       |       |          |

## Економіка
2010 року серед 160 осіб працездатного віку (15—64 років) 122 були активними, 38 — неактивними (показник активності 76,3%, у 1999 році було 68,6%). З 122 активних мешканців працювало 113 осіб (60 чоловіків та 53 жінки), безробітними було 9 (2 чоловіки та 7 жінок). Серед 38 неактивних 12 осіб було учнями чи студентами, 14 — пенсіонерами, 12 були неактивними з інших причин.

У 2010 році в муніципалітеті числилось 100 оподаткованих домогосподарств, у яких проживали 277,5 особи, медіана доходів виносила 16 764 євро на одного особоспоживача